# Forêt de Serebryansky
La forêt de Serebryansky (en ukrainien : Серебрянський заказник) est une aire naturelle protégée en Ukraine du raïon de Sievierodonetsk dans l'oblast de Louhansk.

## Historique
Située huit kilomètres au sud ouest de Kreminna, la forêt est d'une superficie de 107 ha et son classement d'intérêt local est du 25 décembre 2009. 
C'est une région traversé par les rivières Krasna et Kobylka (uk).
Lors de l'invasion russe de l'ukraine, la ligne de front, ou les combats font rage, traverse la forêt depuis l'automne 2022. Les écosystèmes de la réserve ont subi des dommages importants durant ces hostilités.

## En quelques images

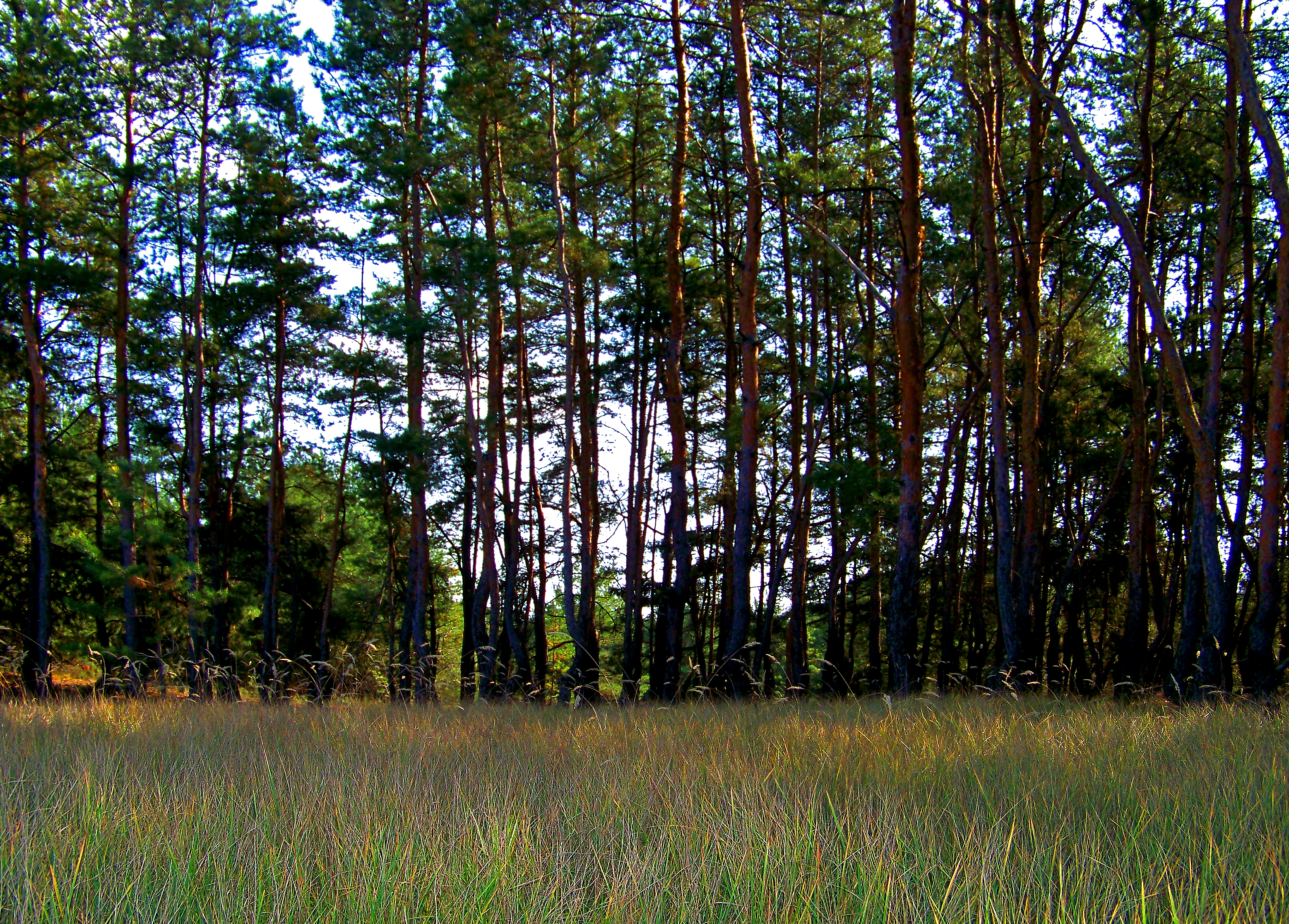
Forêt
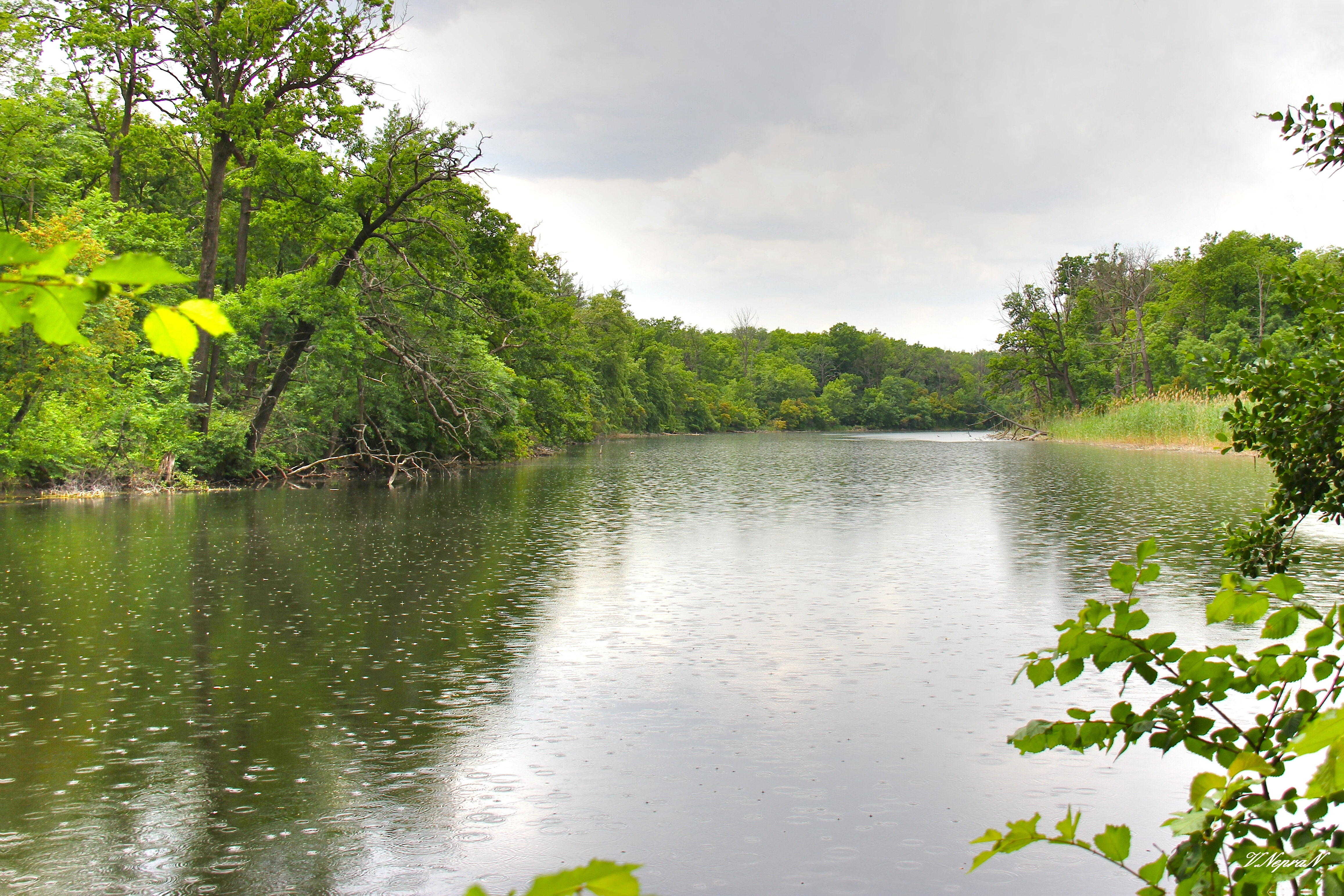
étendue d'eau.